# José Tomás Boves
José Tomás Boves, detto Leone dei Llanos, l' Urogallo, la Bestia a cavallo o semplicemente taita. (Oviedo, 18 settembre 1782 – Anzoátegui, 5 dicembre 1814) è stato un generale spagnolo.
Era il comandante dell'Esercito Realista di Barlovento (nota anche come la "Legione Infernale") che diventò un caudillo dei llanero durante la Guerra d'indipendenza del Venezuela, nel periodo che pose fine alla seconda repubblica venezuelana (1813 - 1814).
Nel corso della sua breve ma ben nota carriera militare, Boves si trasforma in un autentico "caudillo" popolare. Sfruttando il risentimento sociale delle classi povere contro gli abusi e lo sfruttamento da parte della aristocrazia creola (ovvero di bianchi nati nelle colonie), scatenò una feroce offensiva contro gli eserciti indipendentisti e si trasformò in un incubo per la causa repubblicana portata avanti dalle classi elitarie venezuelane, portando allo sterminio di buona parte della popolazione di pelle bianca.
Simón Bolívar lo chiamava El Azote de Dios (il castigo di Dio). Secondo Bolívar, circa 80.000 persone morirono a causa delle battaglie e razzie compiute dagli uomini di Boves. Nel 1814 si persero a causa della guerra tra 100.000 e 150.000 vite. Miquel Izard Llorens, storico dell'Università di Barcellona, Spagna, sostiene che l'estrema infamia che circonda Boves e le sue truppe sia il prodotto di un lungo lavoro di diffamazione elaborato nell'epoca posteriore all'indipendenza venezuelana. Boves e il suo successore alla morte, il luogotenente Morales, saccheggiarono le città di Valencia, Caracas, Cumaná, Barcelona e Maturín, commettendo terribili massacri e ammassando grande bottino.
Il comando di Boves e del suo successore Francisco Tomás Morales costituisce una causa fondamentale per la caduta della Seconda Repubblica. Nonostante questo non giunse mai a governare il paese, dato che mentre guidava l'esercito realista nella fondamentale battaglia di Urica, vinta dalle sue truppe, rimase mortalmente ferito in battaglia.

## Biografia

### Giovinezza
Figlio di Manuel Boves e Manuela de la Iglesia. Suo padre morì quando aveva appena cinque anni, per questo sia sua madre che le sue due sorelle dovettero lavorare come servitori domestici. Comunque riuscì a compiere studi di Nautica e Pilotaggio nell'Instituto Asturiano de Gijón tra il 1794 e il 1798, e dopo si arruolò nella Real Armada Española dove navigò in galeoni mercantili e in veloci brigantini postali.

### Contrabbando
Ad un certo punto abbandona la legalità coloniale, e si dedica al contrabbando con le isole olandesi di Aruba e Bonaire, giustificandolo per la necessità di aiutare a mantenere la famiglia in Spagna, venne catturato, giudicato e condannato a 8 anni di prigione nel castello di Puerto Cabello, parte della Capitaneria Generale del Venezuela, dominio della corona spagnola. Grazie a Lorenzo Joves, amico di suo padre, viene difeso dal avvocato criollo-venezolano Germán Roscio, che molti anni dopo sarebbe diventato il primo vicepresidente della Gran Colombia, e la sua prigionia venne commutata in un confino alla villa di Calabozo.
Cesáreo Fernández Duro afferma che il vero cognome di José Tomás era Rodríguez, nato a Gijón ed ex-comandante di una nave corsara. Nonostante, nella sua scheda militare non si legge di alcuna attività in navi da corsa. In effetti in quell'epoca la Spagna non forniva patenti di corso, a differenza dell'Inghilterra.
Dopo essere stato liberato con la condizionale prese residenza nella regione dei Llanos dove aprì una pulpería (tipico negozio del Sud America, che vende tutti i derivati della carne: candele, cera, sapone, macelleria e anche qualche medicinale, oltre spesso anche alcolici consumabili anche in loco), attività considerata infame dai borghesi di Caracas; in seguito ampliò le sue attività commerciali con i traffici di bovini detti cimarrón (ossia selvaggio, sfuggito ai latifondisti spesso morti in guerra, di proprietà incerta o rubata). Rifiutato dall'aristocrazia creola Boves preferiva passare il suo tempo con il popolo llanero, formato da neri, mulatti, meticci e indios che trattava come pari ed è grazie a questo che loro cominciarono a chiamarlo Taita (papá). Sposa la mulatta María Trinidad Bolívar che gli diede un figlio (José Trinidad Bolívar).

### Guerra di indipendenza del Venezuela
Allo scoppio della guerra d'indipendenza del Venezuela nel 1811, Boves cerca di unirsi alla causa indipendentista appoggiandola anche economicamente con il suo patrimonio. Nonostante la sua esperienza militare e la sua abilità come cavallerizzo, la sua richiesta per ricevere un comando militare nell'esercito indipendentista venne rifiutata dai "criollos" di Caracas a causa della sua condizione sociale. Incredibilmente, venne accusato di tradimento e condannato a morte, probabilmente a causa di nemici personali. La sua macelleria venne saccheggiata e bruciata e la sua sposa violentata e linciata davanti al figlio, per poi essere trascinata nuda per il villaggio. Finalmente Boves venne liberato nella villa di Calabozo dal capo militare spagnolo Eusebio Antoñanzas, poco dopo l'occupazione della zona; da allora si unì alla colonna di avanguardia dell'esercito di Domingo de Monteverde sotto il comando di Antoñanzas.

## Caudillo militare

### Profilo

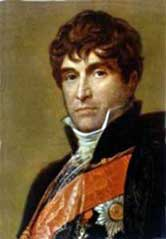
Ritratto di Boves basato sulle descrizioni raccolte da Daniel Florencio O'Leary.

Ben presto José Tomás Boves verrà tristemente conosciuto per atti di crudeltà e sadismo. La sua Legión Infernal abitualmente uccideva i prigionieri e massacrava tutti i bianchi in ogni borgo che attraversava, senza distinzioni di età o genere e sempre mostrando odio agli altolocati, a prescindere dal fatto che fossero spagnoli o "criollos". Dopo la presa di La Cabrera, nel giugno del 1814, si rumoreggiava che aveva fatto sgozzare tutta la guarnigione, composta da circa 1.600 soldati indipendentisti.
Comunemente permetteva il saccheggio dei beni nemici da parte delle sue truppe e consentiva ogni tipo di eccesso. Gran parte della sua leadership consisteva nel risvegliare il risentimento verso ricchi e benestanti nelle classi sociali più basse che lo seguivano. Si deve prendere in considerazione che la sua popolarità crebbe, non soltanto per la sua simpatia, vissuto e meriti personali, ma anche per il collasso delle antiche istituzioni politiche e sociali dopo la fine della Prima Repubblica Venezuelana che portò al potere a chiunque fosse capace di mobilitare masse di seguaci e di armarli con i propri mezzi (o con quelli catturati al nemico), modalità che in Latino-America viene definita caudillismo. I suoi cavallerizzi "llaneros" lo seguivano fanaticamente per il suo carisma, esaltato dall'estremo coraggio nell'esecuzione delle cariche dei lancieri di cavalleria. Molti sostengono che il comportamento sanguinario di Boves sia stata una reazione dei realisti spagnoli e delle Canarie, ai primi massacri compiuti dagli indipendentisti dopo la promulgazione del "Decreto de Guerra a Muerte" da parte di Simón Bolívar.
Gli atti brutali commessi dai "llaneros" e i cambiamenti sociali che Boves promuoveva, dal momento che era stato l'unico generale ad aver abolito la schiavitù e proclamare l'uguaglianza di tutte le razze, finalmente misero in allerta le élite dirigenti, sia quelle indipendentiste che l'avevano combattuto che quelle dei realisti che l'avevano strumentalizzato, che concordarono una tregua non dichiarata al fine di fermarlo o almeno contenerlo, anche perché ad un certo punto si autoproclamò capo supremo delle forze realiste in Venezuela, entrando in aperta ribellione rispetto agli ufficiali spagnoli che finora l'avevano comandato. Per questa ragione attualmente esiste un dibattito storico riguardo alla possibilità che Boves fosse mai stato veramente leale ai reali spagnoli (almeno all'inizio) o se abbia portato avanti questo discorso per ottenere il comando, le armi e altri mezzi, oltre a poter giustificare i suoi atti almeno da parte di uno dei due schieramenti in conflitto.
Molti sospettano che le sue truppe, più che essere convinti monarchici, stavano approfittando del conflitto e del caos esistente per vendicarsi dei loro padroni indipendentisti e per potere soddisfare qualche loro aspirazione sociale.
In effetti, quando si rese evidente che la campagna militare del generale spagnolo Pablo Morillo alla fine doveva restaurare in tutto e per tutto l'antico ordine sociale, rimettendo al potere l'aristocrazia spagnola rispetto a quella creola, i più poveri abbandonarono massicciamente la causa realista e abbracciarono di nuovo la causa repubblicana, anche perché adesso Bolívar parlava insistentemente di uguaglianza e di riforme sociali. In effetti all'arrivo della navi della spedizione spagnola di Morillo, uno dei primi atti fu il licenziamento dei miliziani "llaneros", che vennero disarmati e sostituiti dall'esercito regolare spagnolo (Anche per questo molti cavallerizzi "llaneros" passarono nel rango indipendentista). Alcuni sostengono che se Boves non fosse morto nel villaggio di Urica, la guerra civile sarebbe continuata come "resa dei conti" tra i propri realisti.

## Generali fedeli al Re di Spagna
Leader fedeli al re